# Колесник, Сергей Александрович
Сергей Александрович Колесник (1 января 1979) — украинский футболист и тренер.

## Игровая карьера
Воспитанник мариупольского футбола. С 1998 по 2003 год Колесник играл за «Металлург» («Ильичёвец») в высшем дивизионе, проведя в основном составе мариупольцев более 50 поединков. С 2000 года стал привлекаться к играм дублёров, окончательно став игроком дубля в 2003. Пытаясь своей игрой вернуть себе место в первой команде, Сергей, играя на позиции атакующего полузащитника, забил в сезоне 2003/04 в 9 играх за «Ильичёвец-2» 11 мячей, в сезоне 2004/05 — в 16 играх 7 мячей, в сезоне 2005/06 — в 20 играх 17 мячей. Такая результативность сделала футболиста лучшим бомбардиром в истории команды, как в общем (38 мячей), так и за сезон (17).

## Тренерская карьера
Колесник является тренером-преподавателем ДЮСШ Ильичёвца.